# Незнайомка з Вілдфел-Голу (телесеріал, 1996)
Незнайомка з Вілдфел-Голу (англ. The Tenant of Wildfell Hall) — телевізійний серіал 1996 року, екранізація однойменного роману Анни Бронте. У головних ролях знялися британські актори Тара Фітцджеральд (Гелен Ґрем), Тобі Стівенс (Гілберт Маркгам) і Руперт Ґрейвс (Артур Гантингдон).

## У головних ролях
- Тобі Стівенс — Гілберт Маркгам
- Тара Фітцджеральд — Гелен Грем
- Руперт Ґрейвз — Артур Гантингдон
- Сара Бадель — Рейчел
- Джексон Ліч — Артур Гантингдон-молодший
- Шон Галлагер — Волтер Гарґгрев
- Джонатан Кейк — Ральф Гатерслі
- Джо Абсолом — Фергус Маркгам
- Кеннет Кренем — Преподобний Майкл Мілворд
- Пем Ферріс — місис Маркгам
- Кеті Мерфі — Міс Маєрс
- Палома Баеса — Роза Маркгам
- Аран Бел — Річард Вілсон
- Міранда Плезенс — Еліза Мілворд
- Джеймс Пюрфой — Фредерік Лоренс
- Кім Дургем — Бенсон
- Домінік Рован — Лорд Ловборо
- Беті Едні — Леді Анабела Ловборо
- Дженет Дел — місис Вілсон
- Сюзанна Вайс — Міллісент Гарґгрев
- Карен Вествуд — Джейн Вілсон

## Нагороди
- Британська академія телебачення і кіномистецтва — 1996.[3]
  - Перемога — Найкращий грим і зачіски — Джейн Спік
  - Номінації — Найкращий дизайн костюмів — Розалінд Еббат, найкраща операторська робота — Дев Гобсон, найкращий дизайн — Сара Грінвуд

- Премія Пібоді — 1998.
  - Перемога — WGBH Boston і BBC

- RTS Television Award — 1997.[4]
  - Перемога — Найкраща операторська робота — Драма — Дев Гобсон
  - Перемога — Найкраща музика — Річард Мітчелл
  - Перемога — Найкращий дизайн — Драма — Сара Грінвуд